# Sweet Hole
Sweet Hole  es un grupo de rock progresivo originario de Sevilla (Andalucía), que está en activo desde 2004.

## Trayectoria
El grupo se forma en 2004, al principio sin nombre definido, aunque pronto asumen el nombre de Sweet Hole.
Inicialmente de un sonido más cercano al Heavy Metal, pronto mueven sus sonido hacia sonidos más clásicos del Rock Sinfónico y Progresivo, con tonos incluso de Jazz, aun sin perder la psicodelia de un sonido más habitual en los 70.  Asiduos de los circuitos de clubs de Sevilla y Huelva, adquieren cierto prestigio en el sur de Andalucía, hasta que finalmente entran en estudio para la grabación de su primer disco, Riddles of Mind. Durante la grabación del mismo disco se interesa por su música miembros del mítico grupo de rock The Storm, precursores del Rock Duro y progresivo en España, que se convierten de alguna manera en padrinos artísticos del grupo.
Antes de la finalización de la grabación del disco fallece repentinamente Edu López, batería y miembro fundador, generándose gran dolor en la escena musical en Sevilla, y ofreciéndose un concierto homenaje al cabo de menos de un mes con la participación de un gran número de bandas de la ciudad. Dicho homenaje se repitió al cabo de un año, convirtiéndose en cita referente del rock sevillano.
Tras la búsqueda de un batería que completase el grupo, terminan el disco, que presentan en una gira que les lleva fuera de Andalucía por escenarios de Madrid, Alicante, Tarragona y Vitoria. En el curso de la misma gira se interesa también por su música otro mítico roquero sevillano, Antonio Smash, que llega también a compartir escenario con la banda, al igual que los miembros de The Storm, que en ocasiones participan mezclados con la formación habitual de Sweet Hole, en una super banda llamada popularmente "Sweet Storm". Otras bandas con las que comparten escenario durante este periodo: los japoneses Baraka y los nacionales Glazz, Eritheia, Ocnos, Jordi Castilla & Carta Magna, Tricantropus o Kotebel.
Una vez consolidada la nueva formación del grupo continúan no solo el trabajo en directo, ya que preparan la grabación de su segundo disco, producido esta vez por Diego Ruiz, batería de The Storm, hecho que dejan plasmado en el homenaje sonoro con el que comienzan el disco. El disco es presentado en enero de 2014 e inmediatamente comienzan una gira de presentación del mismo por una gira que les llevará por varios puntos de España, y en la cual alternarán espectáculos basados en su disco con un tributo al rock sinfónico de los grupos Yes, Camel, King Crimson... buscando atraer al público actual a un estilo musical que siguen reivindicando. En esta gira comparten de nuevo escenarios con grupos míticos como Siniestro Total o los japoneses Baraka, además de otras bandas españolas como Candelaria (con miembros de El Bicho) o los emergentes Glazz.
En el año 2014 se embarcan en la grabación de su tercer trabajo en forma de EP, que traspasa las fronteras españolas. "Assassin" muestra un renacer en la banda, en forma de componer y en sonido. Se trata de una obra conceptual de 24 minutos de duración relacionada con la canción "Decide" de su anterior disco en los que la banda pasada por sus momentos más hard rockeros y a su vez su sonido más experimental y más clásicamente progresivo, sorprendiendo incluso con pasajes Reggae o Funk.
Tras presentarlo en marzo de 2015 vuelven a compartir escenario con Storm en dos ocasiones con una siempre abarrotada Sala X. El trabajo es presentado en Madrid y en provincias andaluzas con una gran acogida.
En diciembre de 2015 la banda tiene una gira que le llevará por el norte de Europa de mostrando que el buen sonido progresivo también nace en España.
En octubre de 2017 el grupo presenta un nuevo trabajo, "The First of the Last Days". Siguiendo lo iniciado con Assassin, plantean un disco que al modo de Opera Rock cuenta una historia a lo largo de todos los cortes del disco. Es un disco con fuertes influencias del Rock Clásico británico y del Rock Andaluz de los 70. Lo mueven en directo por varias ciudades de España, tanto en formato completo con músicos invitados para participar en los temas que incluyen instrumentos de viento, como en formatos acústicos más reducidos
Poco después se producen cambios en la banda, con la marcha del vocalista y batería del grupo, los hermanos Carrasco, que son sustituidos por Fran Roldán y Javi Nuter, lo que favorece el cambio de la banda a un sonido aun muy potente, pero con tonos más cercanos a Camel, Pink Floyd o Tool. Durante la pandemia empiezan a crear de nuevo otro disco conceptual, esta vez basado en la famosa novela de Philip K Dick Ubik, y lanzan el  tan solo en formato vinilo en 2022

## Discografía
- Riddles of Mind (LP), 2011, Lajazz Records
  - Canciones

  1. Our own death (13:51)
  2. Beyond the shield (6:19)
  3. Pseudoflashback (10:10)
  4. Nightmare healer (14:02)
  5. Inferior being (9:24)
  6. World of my time (11:16)

- Retrospective (LP), 2013, Altajo Records[16]
  - Canciones

  1. Introduction (2:30)
  2. The World of my time (10:47)
  3. Decide (6:47)
  4. Beyond The Shield (7:50)
  5. Pseudoflashback (8:51)
  6. Nightmare Healer (9:50)
  7. On The Edge Of The Abyss (11:06)
  8. Inferior Being (9:13)
  9. Our Own Death (10:35)

- The First of the Last Days (LP), 2017, The Fish Factory
  - Canciones

  1. Outcast (09:06)
  2. Dust Away (10:04)
  3. Eyes open (03:17)
  4. Terapia (6:28)
  5. The First of the last days (09:46)
  6. Light is calling Part I (08:56)
  7. Eyes closed (3:15)
  8. Light is calling Part II (05:50)
  9. Neverending cycle (16:52)

- UBIK (LP), 2022, The Fish Factory
  - Canciones

  1. Moon
  2. (Ubik Beer)
  3. Secret Hideout
  4. Carbon Copy of the Future
  5. Uncertainty
  6. (Ubik Breath)
  7. Am I Alive?
  8. Inertial
  9. (Ubik Pills)
  10. Red Light
  11. (I Am Ubik)